# Egli solo è. Via Crucis
Egli solo è. Via Crucis è un saggio del sacerdote cattolico e teologo Luigi Giussani, fondatore del movimento Comunione e Liberazione, pubblicato dalle Edizioni San Paolo nel 2005.

## Contenuti

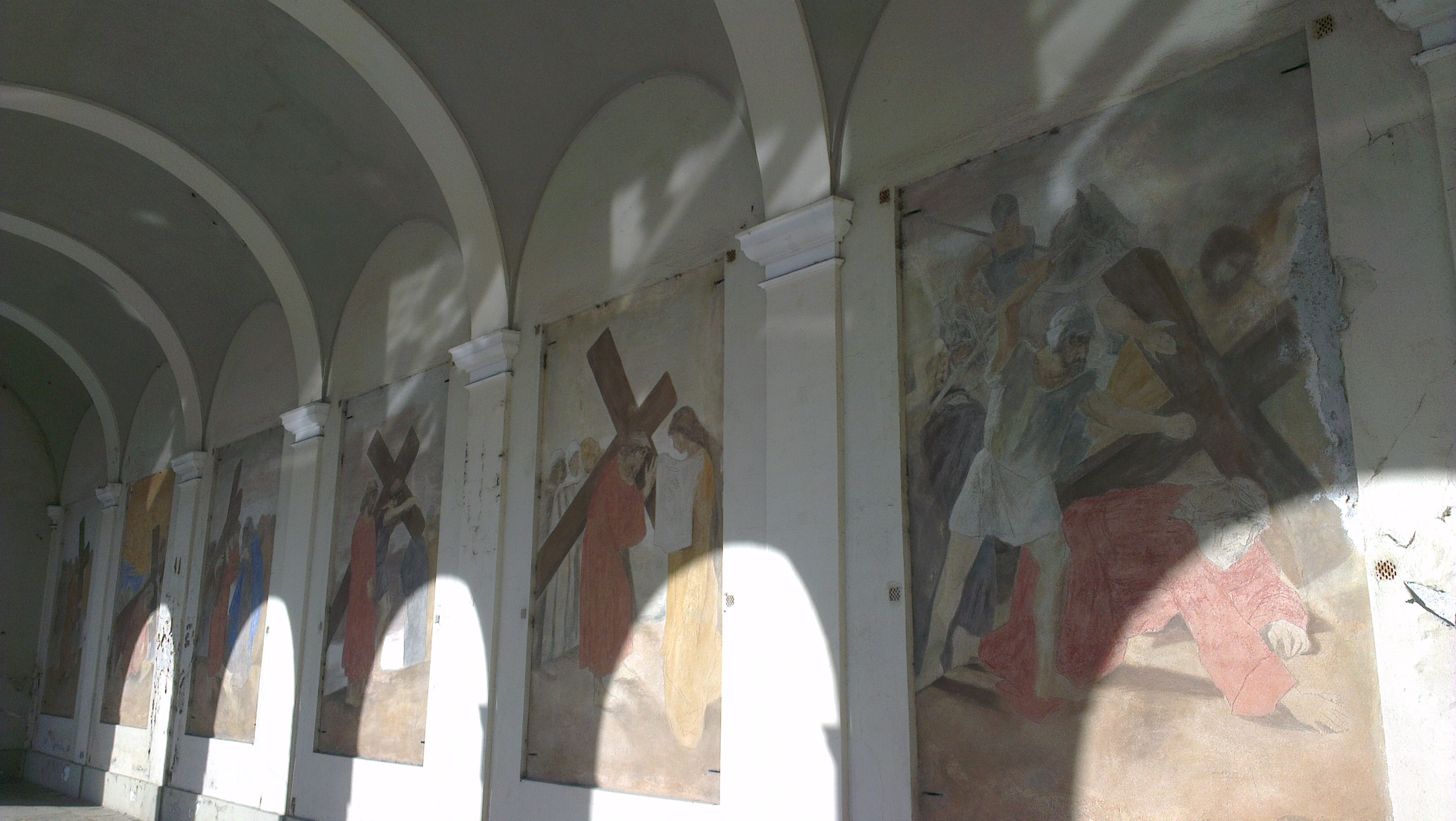
Il ciclo di affreschi della Via Crucis di Gaetano Previati, utilizzato a corredo del testo di Egli solo è

Il volume contiene le meditazioni di Giussani per il rito della Via Crucis precedute dai brani del Vangelo riguardanti la passione di Gesù e dalle preghiere dalla liturgia del Venerdì Santo. Sin dagli inizi del movimento di Gioventù Studentesca Giussani proponeva ai suoi studenti il momento della Via Crucis durante i ritiri spirituali della Settimana Santa e nel corso degli anni tutte le comunità di Comunione e Liberazione iniziarono a utilizzare abitualmente le sue meditazioni.
I testi di Giussani contenuti nel libro erano già apparsi in precedenza in varie forme all'interno di riviste e in forma di opuscolo ad uso delle comunità del movimento. Nel 2005, come era stato fatto due anni prima per la preghiera del Rosario, anche le meditazioni per la Via Crucis furono raccolte dall'editore San Paolo in un volume monografico.
A corredo dei testi il libro contiene le immagini della Via Crucis del pittore emiliano Gaetano Previati, un ciclo di affreschi inizialmente realizzati per il cimitero di Castano Primo nel 1888 e poi conservati nel museo diocesano di Milano e dal 2012 nel museo civico castanese.

## Edizioni
- Luigi Giussani, Egli solo è. Via Crucis, 1ª ed., Cinisello Balsamo, Edizioni San Paolo, 2005,  p. 46, ISBN 978-88-215-5309-7.